# Vasilis Kavvadas
Vasilios „Vasilis“ Kavvadas (griechisch Βασίλειος «Βασίλης» Καββαδάς, * 28. Dezember 1991 in Korydallos) ist ein griechischer Basketballspieler, der bei einer Körpergröße von 2,06 m auf der Position  des Centers  eingesetzt wird.

## Karriere

### Auf Vereinsebene
Kavvadas stammte aus den Jugendabteilungen des Ionikos Nikea und debütierte für diesen in deren ersten Mannschaft zur Saison 2008/09 in der Gamma Ethniki, der vierthöchsten Spielklasse im griechischen Basketballwettbewerb für Vereinsmannschaften. Zur Saison 2010/11 holte ihn Panionios Athen in die A1 Ethniki, der höchsten Spielklasse des Basketballwettbewerbes. Der Center kam in seiner ersten Saison für den Athener Klub auf sieben Einsätze und gehörte ab der zweiten Saison zur festen Rotation des Kaders. In 29 Spielen kam Kavvadas auf 160 Punkte und 85 Rebounds. Längst erregte der neu in die Nationalmannschaft einberufene Grieche, das Interesse der beiden großen Klubs Panathinaikos und Olympiakos. Panionios jedoch, verweigerte sich eines frühzeitigen Wechsels von Kavvadas zu einem der beiden Top Teams und erteilte ihm keine Freigabe. So spielte der Center an der Seite von Spielern wie Marios Batis oder auch den Neuzugängen Nikos Pappas und Giorgos Bogris auch 2012/13 für den Panionios. Durch eine Verletzung zu Beginn der Saison, die ihn mehrere Wochen pausieren ließ, verschob sich sein Debüt im Eurocup, für den sich der Panionios zur letzten Saison durch einen dritten Platz in der Liga qualifiziert hatte. Die Athener Mannschaft verlor die ersten vier Spiele der Gruppenphase und nach überstandener Verletzung, debütierte Kavvadas im fünften Spiel, als Panionios den Telenet Oostende mit 101:100 Punkten besiegen konnte und damit ihren ersten Sieg im fünften Spiel feierten. Im sechsten und letzten Spiel besiegte Panionios mit Kavvadas den Stelmet Zielona Góra mit 85:84 Punkten. Mit insgesamt nun zwei Siegen aus sechs Spielen war man aber bereits im Vorfeld ausgeschieden.
Im Rahmen des ESAKE All-Star-Game-Wochenendes 2013 wurde Kavvadas für das Nachwuchsspiel nominiert und war Gewinner des Jugend Slam-Dunk-Wettbewerbes. Mit Panionios belegte Kavvadas erneut den dritten Rang, nachdem man im Halbfinale der Playoffs am späteren Meister Panathinaikos scheiterte. Weiterhin war das Interesse der beiden Topklubs an einer Verpflichtung des Centers von Panionios groß und während Olympiakos sich mit Dimitris Agravanis, einem weiteren Talent in Reihen von Panionios, verstärkte, begann Kavvadas die Saison 2013/14 erneut im Kader des Panionios und spielte mit diesen wieder im Eurocup. Jedoch wechselte Anfang Dezember 2013, während der bereits laufenden Saison,  Kavvadas letztendlich doch noch zu Olympiakos Piräus, bei dem er einen Fünfjahres-Kontrakt unterschrieb und spielte fortan für diesen in der Euroleague, dem höchstdotierten Wettbewerb für Vereinsmannschaften im europäischen Basketball. Sein Debüt in diesem Wettbewerb gab er dabei am 5. Dezember 2013 im Spiel gegen den FC Bayern München, welchen Olympiakos mit 105:103 Punkten bezwungen hatte. In der inzwischen in Basket League umbenannte erste Liga, kam Kavvadas noch zu 18 Einsätzen für seinen neuen Verein.
Die Saison 2014/15 fristete Kavvadas als Backup der zwei in der Rotation fest gesetzten Center. So kam er auf nur wenig Einsatzzeit. Mit dem Abgang von Bryant Dunston zur Saison 2015/2016 erhoffte sich Kavvadas hinter Othello Hunter in der Rotation stehen zu können. Allerdings präferierte die Vereinsführung den Zugang eines neuen Centers und verpflichtete Patric Young von Galatasaray Istanbul. Nach Absprache mit den Verantwortlichen wurde Kavvadas ab dem vierten Spieltag an den Aufsteiger Arkadikos verliehen. Während Young nur einige Tage später verletzungsbedingt für die ganze Saison ausfiel und sich Olympiakos nach Ersatz bemühen musste, spielte Kavvadas beim Aufsteiger eine seiner besten Spielzeiten. Zwar konnte er Arkadikos direkten Wiederabstieg aus der ersten Liga nicht verhindern, zählte aber dennoch zu den besten Center der ersten Liga. Mit 312 Punkten aus 21 Spielen brachte es Kavvadas auf 14,86 Punkte und 6,8 Rebounds je Spiel und erspielte sich auch einige Double-doubles in jener Saison. Im Sommer 2016 ließ der Center dann seinen Vertrag bei Olympiakos auflösen, da diese weiterhin nicht mit ihm als Stammkraft planten, so dass er sich für die Saison 2016/17 von Aris Saloniki unter Vertrag nehmen lassen konnte.

### Nationalmannschaft
Kavvadas stand im Aufgebot der U-18 Auswahl bei der 2009 ausgetragenen Junioreneuropameisterschaft in Frankreich. 2012 wurde er erstmals für den A-Kader nominiert und spielte für die griechische Nationalmannschaft das Akropolis-Turnier 2013, sowie die anschließende Europameisterschaft.

## Erfolge
- Griechischer Pokalsieger: 2018
- Griechischer Superpokalsieger: 2021
- Champions League: 2018
- Intercontinental Cup: 2019